# Copa Intercontinental de Futsal 2007
A Copa Intercontinental de Futsal de 2007 corresponde à décima edição da história do torneio e a quarta reconhecida pela FIFA. A competição foi disputada na cidade de Portimão (Portugal), entre os dias 3 de abril e 8 de abril.

## Clubes
Os participantes são:
- SL Benfica de Portugal, clube indicado pelo país-sede e vice-campeão da Liga Portuguesa de Futsal.
- Boomerang Interviú da Espanha, campeão da Europa e atual campeão mundial.
- Carlos Barbosa do Brasil, atual vice-campeão mundial.
- Nagoya Oceans do Japão, campeão Liga Nacional do Japão.
- Malwee/Jaraguá do Brasil, campeão da "Zona Sul" do Campeonato Sul-Americano de Futebol de Salão de 2006.
- Sporting Clube de Portugal de Portugal, clube indicado pelo país-sede e campeão da Liga Portuguesa de Futsal.
- Toyota Luanda de Angola, clube indicado pela África.
- World United FC dos Estados Unidos, campeão da Liga Nacional dos Estados Unidos.

## Fase de Grupos

### Grupo A
| Equipe                | Pts | PJ | PG | PE | PP | GF | GC | Dif. |
| --------------------- | --- | -- | -- | -- | -- | -- | -- | ---- |
| 1. Boomerang Interviú | 7   | 3  | 2  | 1  | 0  | 13 | 5  | +8   |
| 2. Benfica            | 6   | 3  | 2  | 0  | 1  | 13 | 4  | +9   |
| 3. Carlos Barbosa     | 4   | 3  | 1  | 1  | 1  | 7  | 8  | -1   |
| 4. Nagoya Oceans      | 0   | 3  | 0  | 0  | 3  | 1  | 17 | -16  |

3 de abril
| Hora  | Partida                            | Resultado |
| ----- | ---------------------------------- | --------- |
| 21:00 | Boomerang Interviu - Nagoya Oceans | 8-1       |

4 de abril
| Hora  | Partido                             | Resultado |
| ----- | ----------------------------------- | --------- |
| 20:00 | Carlos Barbosa - Boomerang Interviú | 2-2       |
| 22:00 | Nagoya Oceans - Benfica             | 0-5       |

5 de abril
| Hora  | Partida                  | Resultado |
| ----- | ------------------------ | --------- |
| 17:30 | Benfica - Carlos Barbosa | 6-1       |

6 de abril
| Hora  | Partida                        | Resultado |
| ----- | ------------------------------ | --------- |
| 20:00 | Carlos Barbosa - Nagoya Oceans | 4-0       |
| 22:00 | Benfica - Boomerang Interviú   | 2-3       |

### Grupo B
| Equipe                        | Pts | PJ | PG | PE | PP | GF | GC | Dif. |
| ----------------------------- | --- | -- | -- | -- | -- | -- | -- | ---- |
| 1. Malwee/Jaraguá             | 9   | 3  | 3  | 0  | 0  | 23 | 6  | +17  |
| 2. Sporting Clube de Portugal | 6   | 3  | 2  | 0  | 1  | 16 | 6  | +10  |
| 3. World United FC            | 3   | 3  | 1  | 0  | 2  | 11 | 20 | -9   |
| 4. Toyota Luanda              | 0   | 3  | 0  | 0  | 3  | 3  | 21 | -18  |

4 de abril
| Hora  | Partida                                      | Resultado |
| ----- | -------------------------------------------- | --------- |
| 15:00 | Toyota Luanda - Malwee/Jaraguá               | 1-9       |
| 17:00 | Sporting Clube de Portugal - World United FC | 9-1       |

5 de abril
| Hora  | Partida                                    | Resultado |
| ----- | ------------------------------------------ | --------- |
| 20:00 | World United FC - Malwee/Jaraguá           | 4-10      |
| 22:00 | Sporting Clube de Portugal - Toyota Luanda | 6-1       |

6 de abril
| Hora  | Partida                                     | Resultado |
| ----- | ------------------------------------------- | --------- |
| 15:00 | World United FC - Toyota Luanda             | 6-1       |
| 17:00 | Sporting Clube de Portugal - Malwee/Jaraguá | 1-4       |

## Semifinais
7 de abril
| Hora  | Partida            | Partida | Partida                    | Resultado |
| ----- | ------------------ | ------- | -------------------------- | --------- |
| 16:00 | Malwee/Jaraguá     | -       | Benfica                    | 6-2       |
| 18:00 | Boomerang Interviú | -       | Sporting Clube de Portugal | 3-1       |

### 7º e 8º lugares
| Hora  | Partida       | Partida | Partida       | Resultado |
| ----- | ------------- | ------- | ------------- | --------- |
| 10:00 | Nagoya Oceans | -       | Toyota Luanda | 6-2       |

### 5º e 6º lugares
| Hora  | Partida         | Partida | Partida        | Resultado |
| ----- | --------------- | ------- | -------------- | --------- |
| 12:00 | World United FC | -       | Carlos Barbosa | 4-9       |

### 3º e 4º lugares
| Hora  | Partida                    | Partida | Partida | Resultado |
| ----- | -------------------------- | ------- | ------- | --------- |
| 16:00 | Sporting Clube de Portugal | -       | Benfica | 4-2       |

### Final
| 8 de abril de 2005 (hora:18:00) | Malwee/Jaraguá | 1–3 | Boomerang Interviú                    | Pavilhão Portimão Arena (Portimão) Público: Árbitro: Tonius Van Eekelen e Edi Sunjic |
|                                 | Xande 22'      |     | Marquinho 22' Neto 26' Schumacher 28' |                                                                                      |

```
O 
 Malwee/Jaraguá jogou com:
Tiago; Leco, Falcão, William e Chico
Reservas: Xande, Augusto e Márcio
Técnico: Fernando Ferretti
```

```
O 
 Boomerang Interviú jogou com:
Luis Amado; Neto, Schumacher, Daniel e Gabriel
Reservas: Julio, Daniel, Rogério, Marquinho, Bertoni e Andreu
Técnico: Jesús Candelas
```